# Karl Heinrich Schmidt
Karl Heinrich Schmidt (* 26. September 1817 in Zweibrücken; † 24. Mai 1882 ebenda) war ein deutscher Jurist und Mitglied des Deutschen Reichstags.

## Leben
Schmidt besuchte die Gymnasien in Zweibrücken und Speyer und studierte Jura in München. Nach dem bayerischen juristischen Vorbereitungsdienst war er neun Jahre Rechtsanwalt. Später war er in der Magistratur und Staatsanwaltschaft und als Assessor am Bezirksgericht, Staatsprokurator am Bezirksgericht und Staatsprokurator-Substitut am Appellationsgericht in Landau tätig. 1865 wurde er 1. bzw. 2. Staatsprokurator am Appellationsgericht Zweibrücken und von 1865 bis 1871 war er Appellationsgerichtsrat.
Er war Mitglied der bayerischen Kammer der Abgeordneten von 1869 bis 1882 für die Wahlbezirke Zweibrücken-Pirmasens und Speyer. Von 1871 bis 1881 war er Mitglied des Deutschen Reichstags, wo er für den Wahlkreis Pfalz 4 (Zweibrücken) der Nationalliberalen Partei angehörte.